# 羅約爾 (阿肯色州)
羅約爾（英語：Royal）是位於美國阿肯色州加蘭縣的一個非建制地區。該地的面積和人口皆未知。

## 地理
羅約爾的座標為34°30′41″N 93°14′28″W / 34.51139°N 93.24111°W，而該地的平均海拔高度為149米（即489英尺）。